# Вест-Мемфіс
Вест-Мемфіс (англ. West Memphis) — місто (англ. city) в США, Найбільше місто округу Кріттенден штату Арканзас. Населення — 24 520 осіб (2020). Розташоване на річці Міссісіпі, навпроти міста Мемфіс.

## Географія
Вест-Мемфіс розташований за координатами 35°8′58″ пн. ш. 90°11′59″ зх. д. / 35.14944° пн. ш. 90.19972° зх. д. (35.149437, -90.199638).  За даними Бюро перепису населення США в 2010 році місто мало площу 73,91 км², з яких 73,66 км² — суходіл та 0,25 км² — водойми.

## Демографія
Згідно з переписом 2010 року, у місті мешкало 26 245 осіб у 9835 домогосподарствах у складі 6640 родин. Густота населення становила 355 осіб/км².  Було 10966 помешкань (148/км²). 
Расовий склад населення:
| - 63,5 % — чорних або афроамериканців - 34,4 % — білих - 0,4 % — азіатів - 0,2 % — корінних американців |

До двох чи більше рас належало 1,0 %. Іспаномовні складали 1,6 % від усіх жителів.
За віковим діапазоном населення розподілялося таким чином: 29,8 % — особи молодші 18 років, 58,8 % — особи у віці 18—64 років, 11,4 % — особи у віці 65 років та старші. Медіана віку мешканця становила 32,9 року. На 100 осіб жіночої статі у місті припадало 85,8 чоловіків;  на 100 жінок у віці від 18 років та старших — 79,5 чоловіків також старших 18 років.
Середній дохід на одне домашнє господарство  становив 43 226 доларів США (медіана — 30 627), а середній дохід на одну сім'ю — 48 304 долари (медіана — 33 138). Медіана доходів становила 36 202 долари для чоловіків та 29 196 доларів для жінок. За межею бідності перебувало 30,9 % осіб, у тому числі 47,3 % дітей у віці до 18 років та 19,8 % осіб у віці 65 років та старших.
Цивільне працевлаштоване населення становило 9692 особи. Основні галузі зайнятості: освіта, охорона здоров'я та соціальна допомога — 24,2 %, роздрібна торгівля — 13,5 %, виробництво — 12,2 %, мистецтво, розваги та відпочинок — 11,8 %.

## Історія

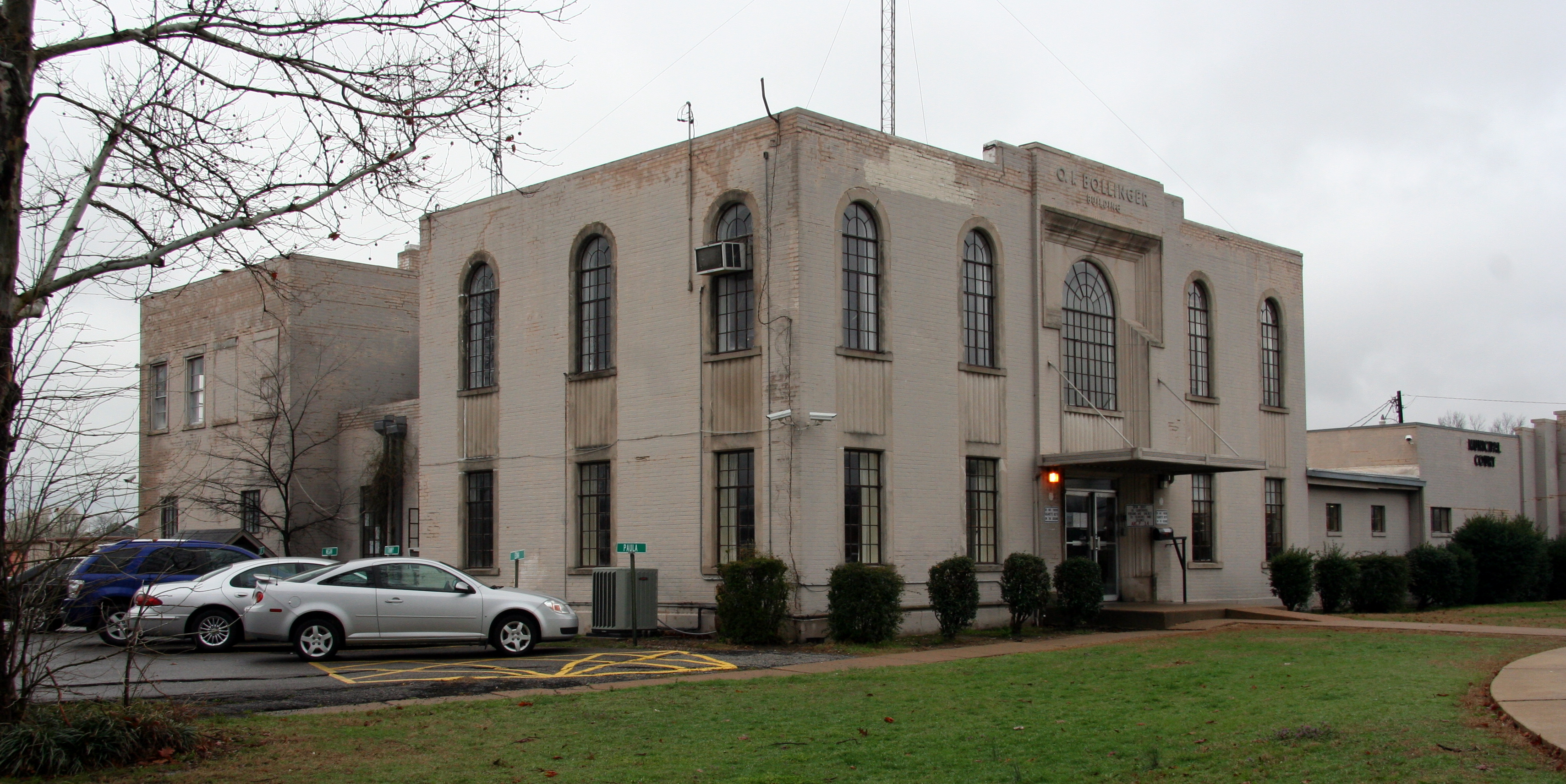
Колишня будівля мерії міста — історичний пам'ятник

На території сучасного Вест-Мемфіса здавна жили численні індіанські племена, що цінували родючі береги Міссісіпі. 1884 року тут було засновано місто Вест-Мемфіс. 1892 року поблизу міста був споруджений залізничний міст через Міссісіпі. Перший автомобільний міст у цьому регіоні був відкритий 1917 року. 1927 року Вест-Мемфіс з приблизно 500 особами отримало статус міста з місцевим самоврядуванням. Першим мером міста був обраний Зак Брегг (Zack Bragg). Незабаром він став найбільшим населеним пунктом округу Кріттенден.

## Транспорт
Місто розташоване на правому березі річки Міссісіпі.
Через центр міста проходять сполучені маршрути US 70 та US 79. Через північну половину Вест-Мемфіса проходить I-40 на заході поєднана з US 63, а на сході — з US 64, через східну — I-55, поєднана з US 61. Протягом 5 кілометрів ці захід-східна та північно-південна магістралі з'єднані в центрі міста.